# Elsbethen
Elsbethen är en kommun i det österrikiska förbundslandet Salzburg, direkt söder om staden Salzburg. Kommunen tillhör distriktet Salzburg-Umgebung och  har 5 435 invånare (2024).
Med åren har orten vuxit samman med staden Salzburg. Järnvägsstationen Salzburg Süd ligger till exempel i Elsbethen Glasenbach.

## Ortsdelar
Kommunen består av nio orter (Ortschaften) (inom parentes invånarantal 1 januari 2024):

- Elsbethen (2 573)
- Gfalls (74)
- Glasenbach (1 631)
- Hinterwinkl (113)
- Höhenwald (68)
- Oberwinkl (143)
- Vorderfager (154)
- Zieglau (226)
- Haslach (453)